# San Simpliciano

Lage der Kirche im Mailand des 4. und 5. Jahrhunderts, im Norden, am Wasserlauf Nirone

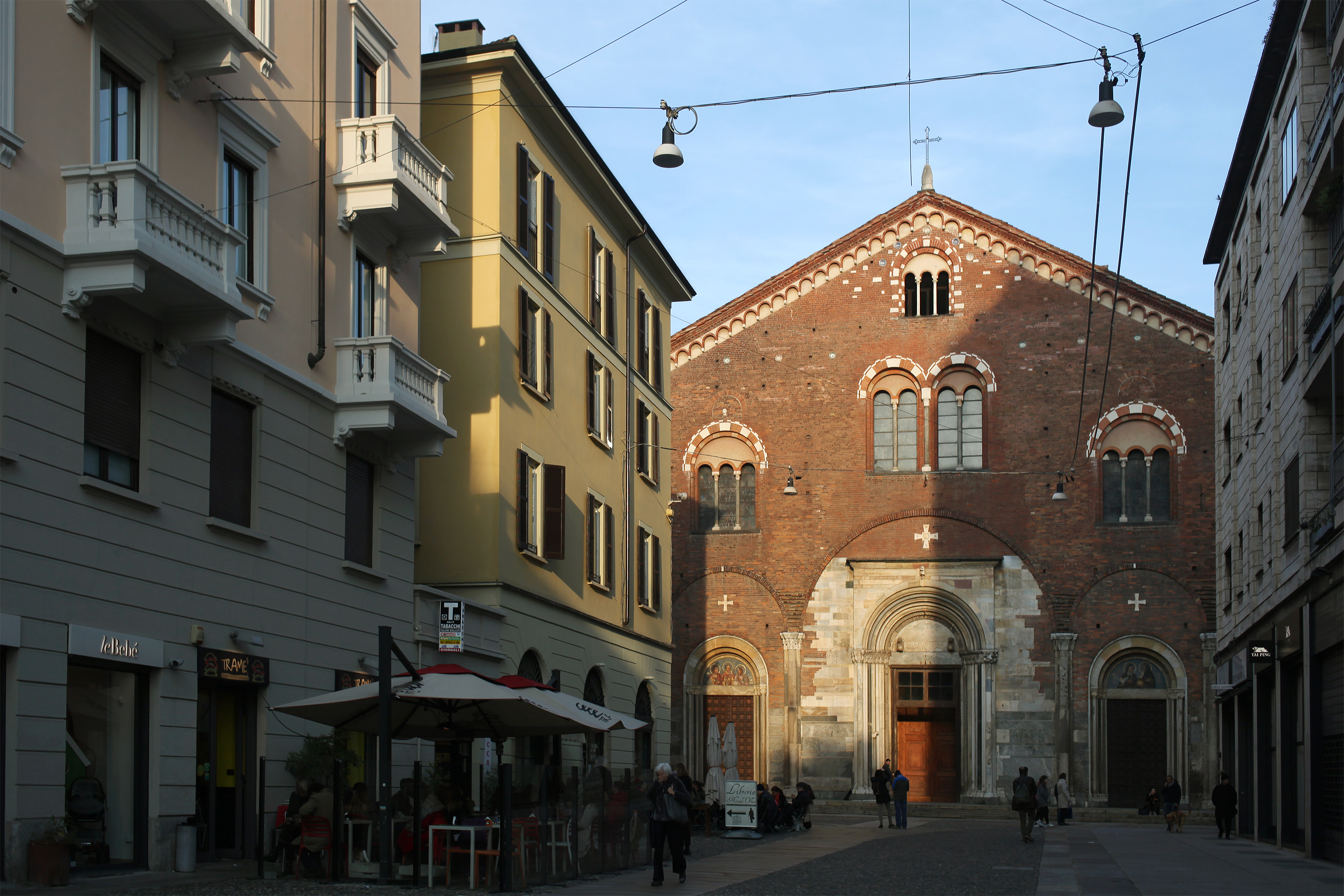
Die Basilika vom Corso Garibaldi aus gesehen

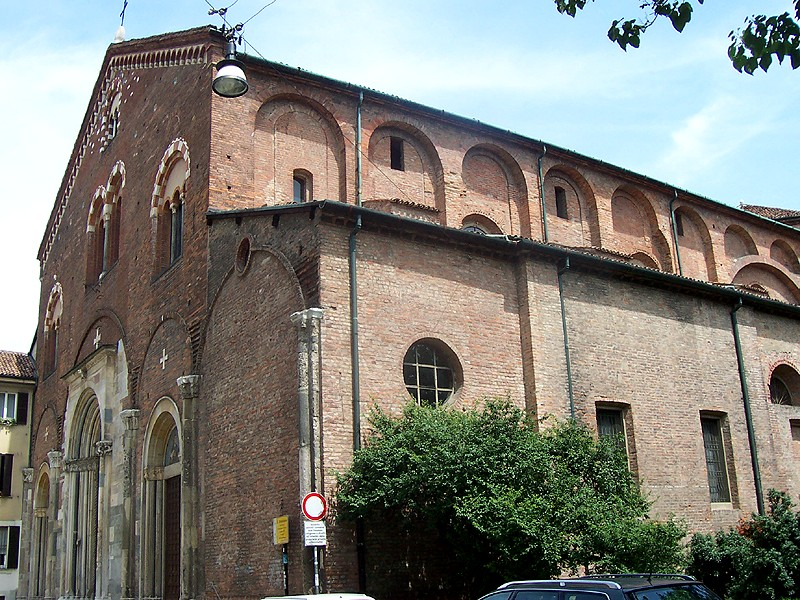
Rechte Seite der Kirche, errichtet mit vielen spätrömischen Spolien

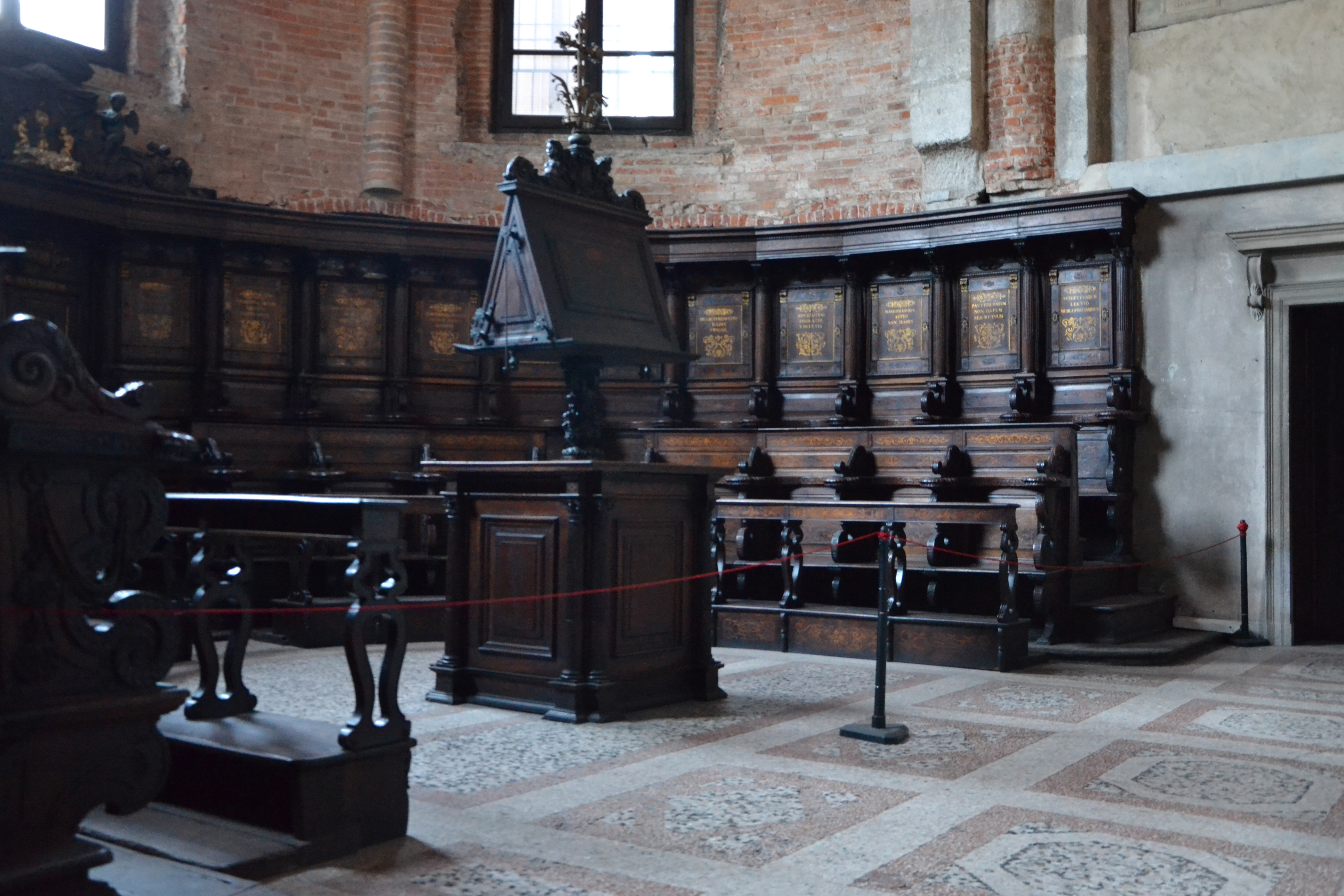
Das hölzerne Chorgestühl (1588)

Die Kirche San Simpliciano (ursprünglich Basilica Virginium) ist eine römisch-katholische Kirche in der norditalienischen Stadt Mailand.

## Geschichte
Das Bauwerk befindet sich auf der Piazza San Simpliciano am Corso Garibaldi. Als erster Bauherr gilt der Mailänder Bischof Ambrosius, der sie demnach im 4. Jahrhundert außerhalb der Porta Cumensis auf einem paganen Friedhofsareal errichten ließ. Benannt ist die Kirche nach Ambrosius’ Nachfolger, dem Heiligen Simplicianus, welcher den Bau fertigstellen ließ. Damit ist die Basilika dem frühchristlichen Zeit zuzuordnen und zählt zu den ältesten Kirchen der Stadt.
Berühmt wurde die Basilika 1176 durch den Mailänder Sieg in der Schlacht von Legnano, die am 29. Mai 1176 zwischen dem kaiserlichen Heer von Friedrich Barbarossa und den Truppen der Lombardenbund ausgetragen wurde, wo nach der Überlieferung nach drei Märtyrer, die das römische Christentum in vorwiegend heidnischer Umgebung mit Gebeten verkündigten, dort als Tauben erschienen waren, die auf einem Prozessionswagen landeten, der Carroccio genannt, von Ochsen gezogen wurde, und ein christliches Kreuz trug.
Ende des 15. Jahrhunderts wurde dank des umfangreichen Vermächtnisses des Abtes Gian Alimento Negri der Kreuzgang errichtet und das Apsisgewölbe mit der Krönung der Jungfrau Maria von dem Maler Bergognone ausgemalt. Im Jahr 1517 ging der Besitz von Kirche und Kloster auf Anordnung von Papst Leo X. an die Benediktiner von Monte Cassino über, die dort im selben Jahr ein Kloster errichteten, das sie bis 1798 behielten, als das Kloster unter Napoleons Säkularisierung in eine Kaserne umgewandelt wurde. Im 16. Jahrhundert ließ der Gouverneur von Mailand, Ferrante I. Gonzaga, den Glockenturm um etwa 25 Meter verkürzen, so wie die meisten Türme in der Nähe des Sforza-Palastes, damit niemand mehr von draußen hereinblicken konnte. Die Kuppel der Kirche und die Querschiffe wurden im Jahr 1582 verändert.
Zwischen 1838 und 1841 wurde die Kirche auf Initiative des Pfarrers wegen des schlechten Erhaltungszustands von dem Architekten Giulio Aluisetti im neoklassizistischen und neugotischen Stil umgebaut (erbärmliche Renovierung): 1839 errichtete der Architekt, der bereits für Streitfälle im Zusammenhang mit der Gestaltung des Mailänder Monumentalfriedhofs bekannt war, einen neuen Hochaltar. Durch seine Größe verdeckte er nun das Apsisfresko von Bergognone. Wohl in der Absicht, die 1582 vorgenommenen Ergänzungen der Renaissance rückgängig zu machen, entfernte er den originalen Verputz und die Kapitelle, verzierte die Wände und Gewölbe mit lebhaften neoromanischen Dekorationen, und riss schließlich vier romanische Pfeiler ab. Die Kuppel wurde mit Fresken des Malers Giovan Battista Zali ausgemalt, und die Orgeln wurden neu aufgestellt. Diese Umbauten und Neugestaltungen wurden bereits während der Arbeiten heftig kritisiert, auch wegen der Gesamtkosten der Arbeiten. Nach Ansicht moderner Kritiker verfälschte die Restaurierung das Erscheinungsbild des romanischen Teils der Basilika.
Die Fassade der Basilika, die noch viel von ihrem ursprünglichen Material bewahrt, wurde 1870–1871 vom Architekten Carlo Maciachini, dem Verursacher zahlreicher ähnlicher Eingriffe an Mailänder Kirchen, umgebaut. 1932 wurden acht von Carlo Forni nach Zeichnungen von Aldo Carpi angefertigte Glasfenster, die Episoden aus dem Leben des Heiligen Benedikt darstellen, in die Fenster der Fassade eingesetzt. Nach dem Zweiten Weltkrieg wurde die Kirche von den Zusätzen und Verstümmelungen des 19. Jahrhunderts befreit; eine konservatorische Restaurierung. Die letzten großen Restaurierungsarbeiten, die einen Teil der frühchristlichen Strukturen ans Tageslicht brachten und der Kirche ihren romanischen Charakter wieder verliehen, wurden schließlich 2004 abgeschlossen.

## Beschreibung
Das Innere der Basilika ist eine Hallenkirche: Die drei Schiffe, die auf vier Bündelpfeiler aus Backstein ruhen, haben dieselbe Gewölbehöhe. Die beiden Seitenschiffe haben die halbe Breite des Hauptschiffes. Alle Kirchenschiffe haben Kreuzrippengewölbe. Diese Eigenschaft des Raums, drei Schiffe mit derselben Höhe, führt zu einem besonderen Effekt der Lichtverteilung. Die Kirchenschiffe werden von sechs großen Rundbogenfenstern (Monophoren) mit modernen polychromen Glasfenstern erhellt.
Der Hochaltar in akademisch-klassizistischen Formen wurde 1839 von Aluisetti errichtet. An den Seiten stehen zwei Marmorstatuen, die den heiligen Ambrosius von Mailand und den heiligen Karl Borromäus darstellen, sie stammen von dem Bildhauer Alessandro Puttinati. Das zweischiffige Querschiff erstreckt sich an den Seiten des achteckigen Tiburium und des Presbyteriums. Im Inneren flankieren zwei kleine gemauerte Kantoreien den Übergang zur Apsis. Darauf stehen die Orgeln. Fresken von Aurelio Luini, dem Sohn von Bernardino Luini, stellen Heilige dar. Im südlichen Querschiff befindet sich das Gemälde Niederlage von Cammolesi von Alessandro Varotari, auch genannt il Padovanino. An der gegenüberliegenden Wand des Querschiffs befinden sich die Hochzeit der Jungfrau von Camillo Procaccini und ein Fresko mit der Kreuzabnahme eines lombardischen Meisters aus dem 16. Jahrhundert.

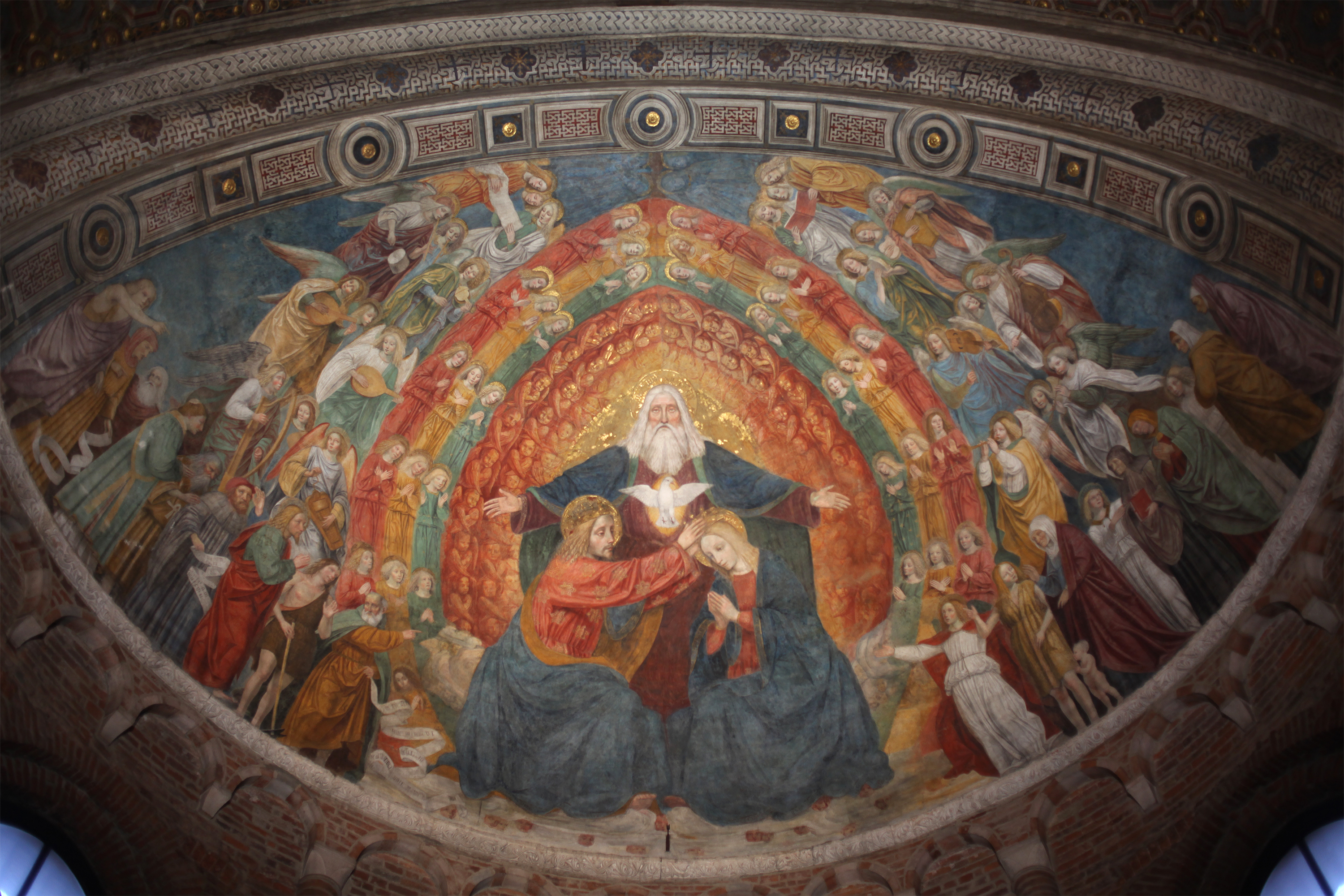
Apsisfresko von Bergognone,Krönung Mariae

Im Presbyterium, flankiert von zwei Kanzeln aus Holz im Barockstil, steht der klassizistische Hauptaltar aus polychromem Marmor. Im Apsisgewölbe befindet sich das Fresko der Krönung der Jungfrau, ein Meisterwerk der Renaissance von Bergognone (1508). Es hat eine Größe von 7 Quadratmetern. In der Mitte wird Gottvater dargestellt, 4,25 m groß. Das Fresko wurde erstmals um 1840 von dem Maler Knoeller restauriert, gleichzeitig mit den Umbauten Aluisettis. Im Jahr 1890 wurde die Verkleidung der Apsis wasserdicht gemacht, wegen starker Salpeterablagerungen im Inneren, die die Figur der Jungfrau fast unerkennbar gemacht hatten. 1892 wurde schließlich das Fresko vollständig gereinigt.
Das hölzerne Chorgestühl mit Intarsienarbeiten wurde von dem Mailänder Architekten Giuseppe Meda entworfen und von den Meistern Anselmo del Conte und seinem Sohn Virgilio im Jahr 1588 ausgeführt, als der Benediktiner Serafino Fontana Abt des Klosters wurde. Der Chor ist ein schönes Beispiel des Barocks. Entlang der Kirchenschiffe öffnen sich verschiedene Kapellen mit barocken, rokoko- und klassizistischen Verzierungen, darunter die Kapelle des Rosenkranzes, die zu Beginn des 18. Jahrhunderts errichtet wurde. Durch die Tür unter dem linken Chor gelangt man in das Sacello dei Martiri dell’Anaunia, eine kleine lateinische Kreuzbasilika mit halbrunder Apsis, winzigem Querschiff und kleiner Kuppel; das kleine Gebäude stammt möglicherweise aus dem 4. Jahrhundert.

## Orgeln

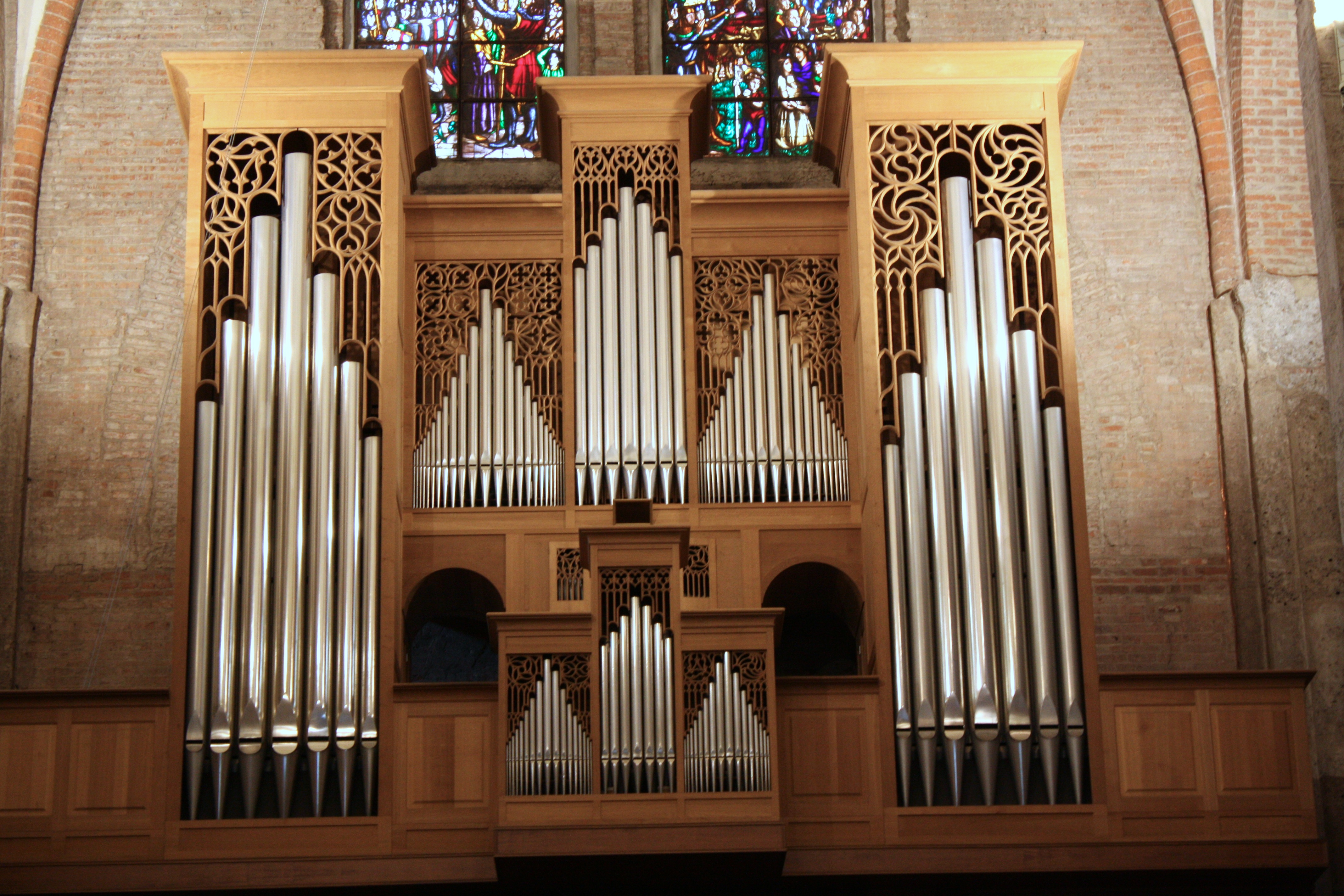
Die Hauptorgel (Ahrend opus 134)

In der Basilika gibt es drei Orgeln:
- die Hauptorgel, die sich im Chor in der Gegenfassade befindet, ist das opus 134 von Jürgen Ahrend, das 1990 nach dem Vorbild von Barockorgeln gebaut wurde. Das Instrument hat vollmechanische Trakturen und 35 Register auf drei Manualen und Pedal;
- eine zweite Orgel, erbaut 1897 von Vincenzo Mascioni, befindet sich am Ende des rechten Seitenschiffs, im Bereich des Querschiffs; ebenfalls mit mechanischen Trakturen verfügt sie über 22 Register auf zwei Manualen und Pedal. An einer Spiegelposition, auf der anderen Seite der Apsis, befindet sich ein symmetrisches Gehäuse, jedoch ohne Instrument im Inneren;
- auf dem Boden in der Aula steht eine Truhenorgel von Pinchi (opus 408) aus dem Jahr 1996; sie hat mechanische Trakturen und verfügt über drei Register auf einem Manual.

## Bilder

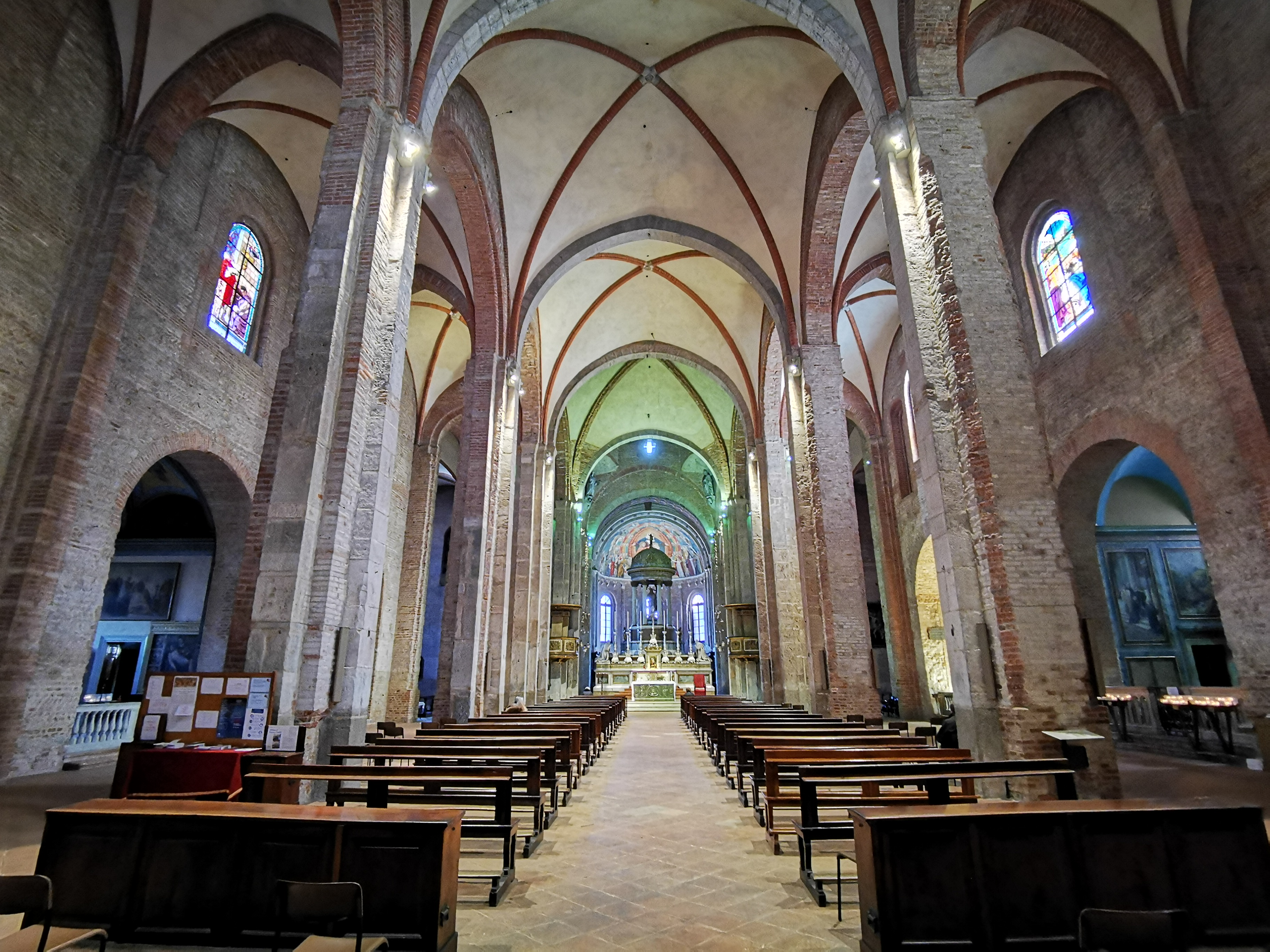
Hauptschiff
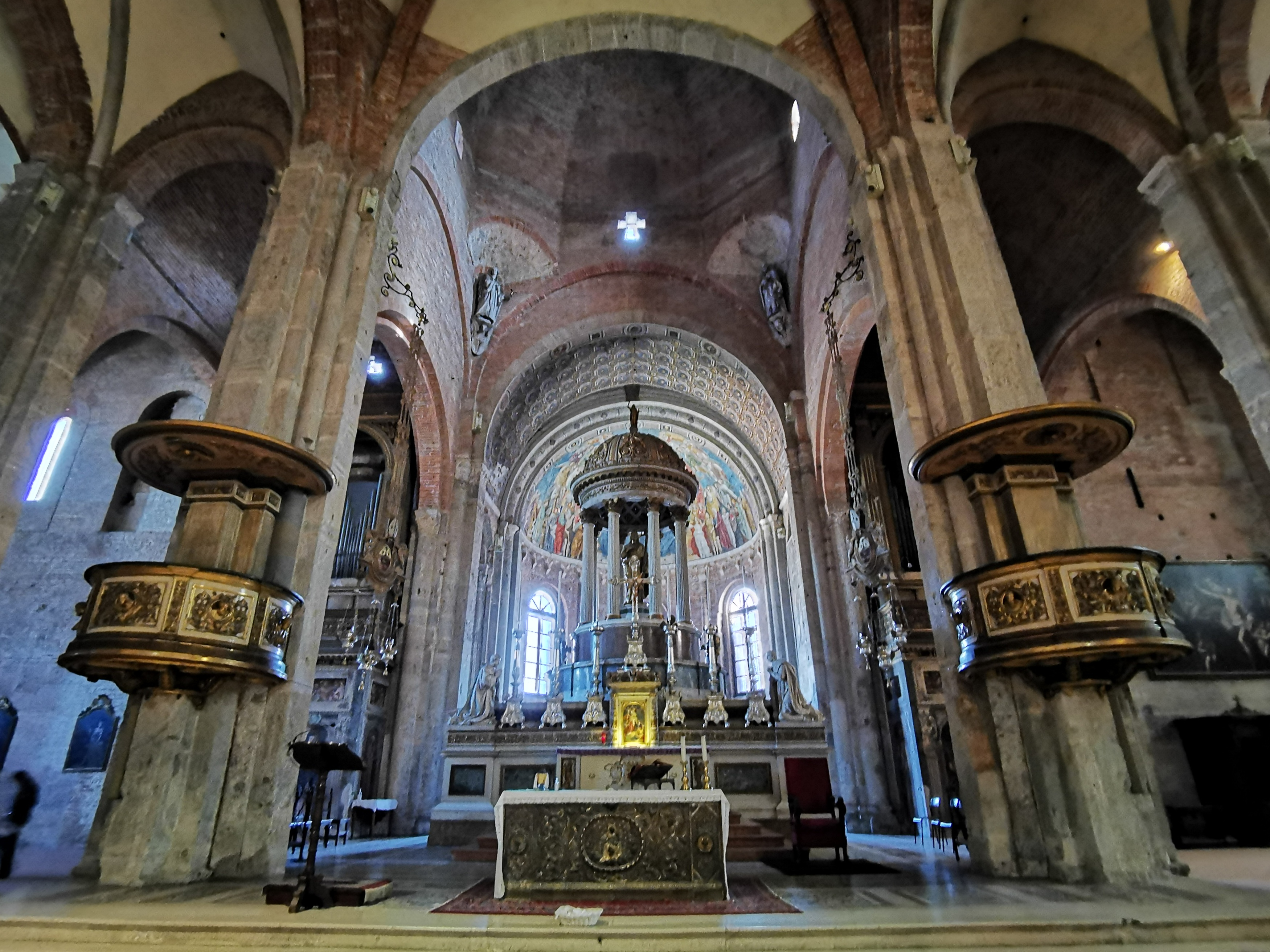
Hauptaltar
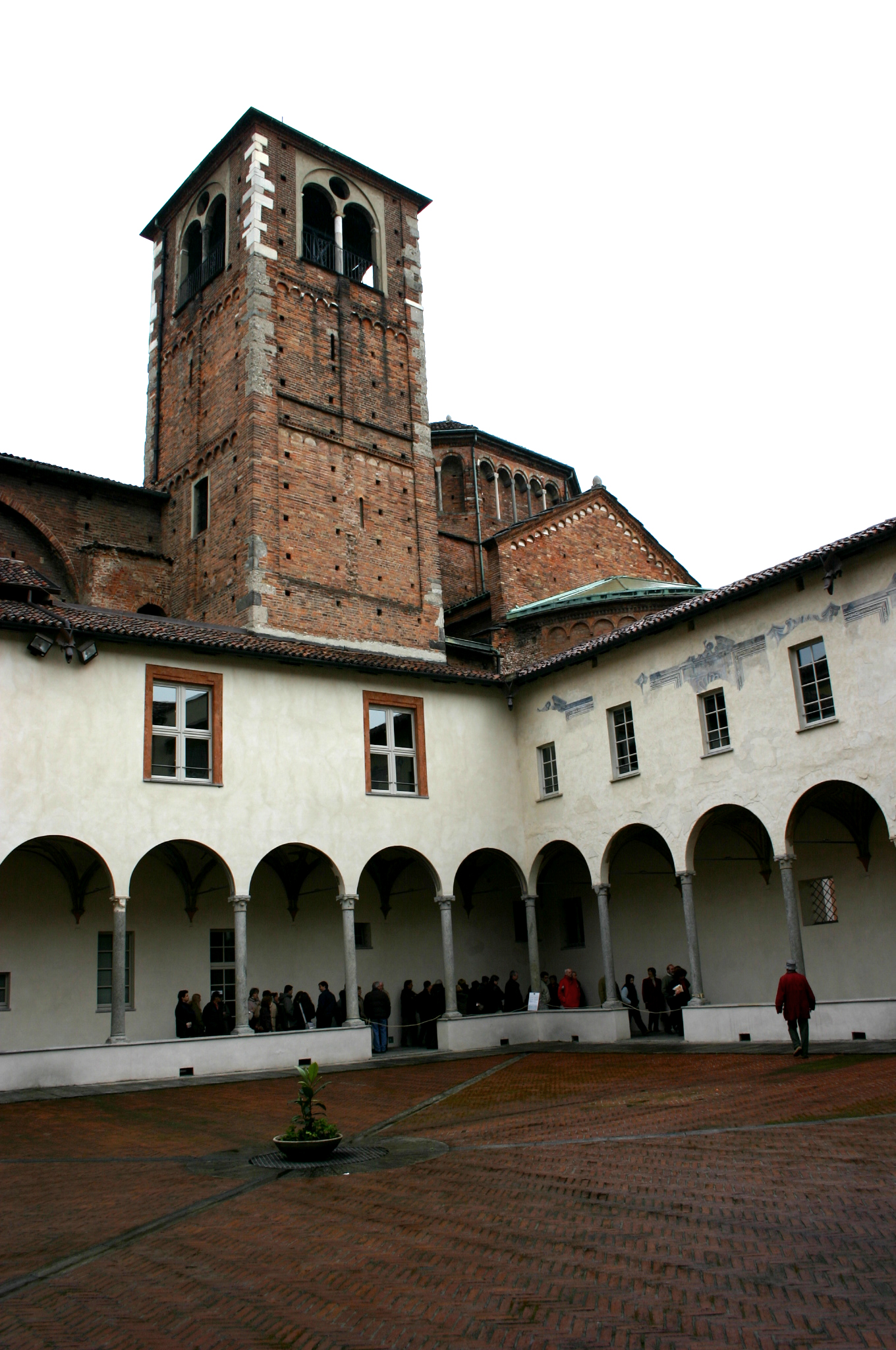
Glockenturm vom Kreuzgang aus dem 15. Jahrhundert gesehen
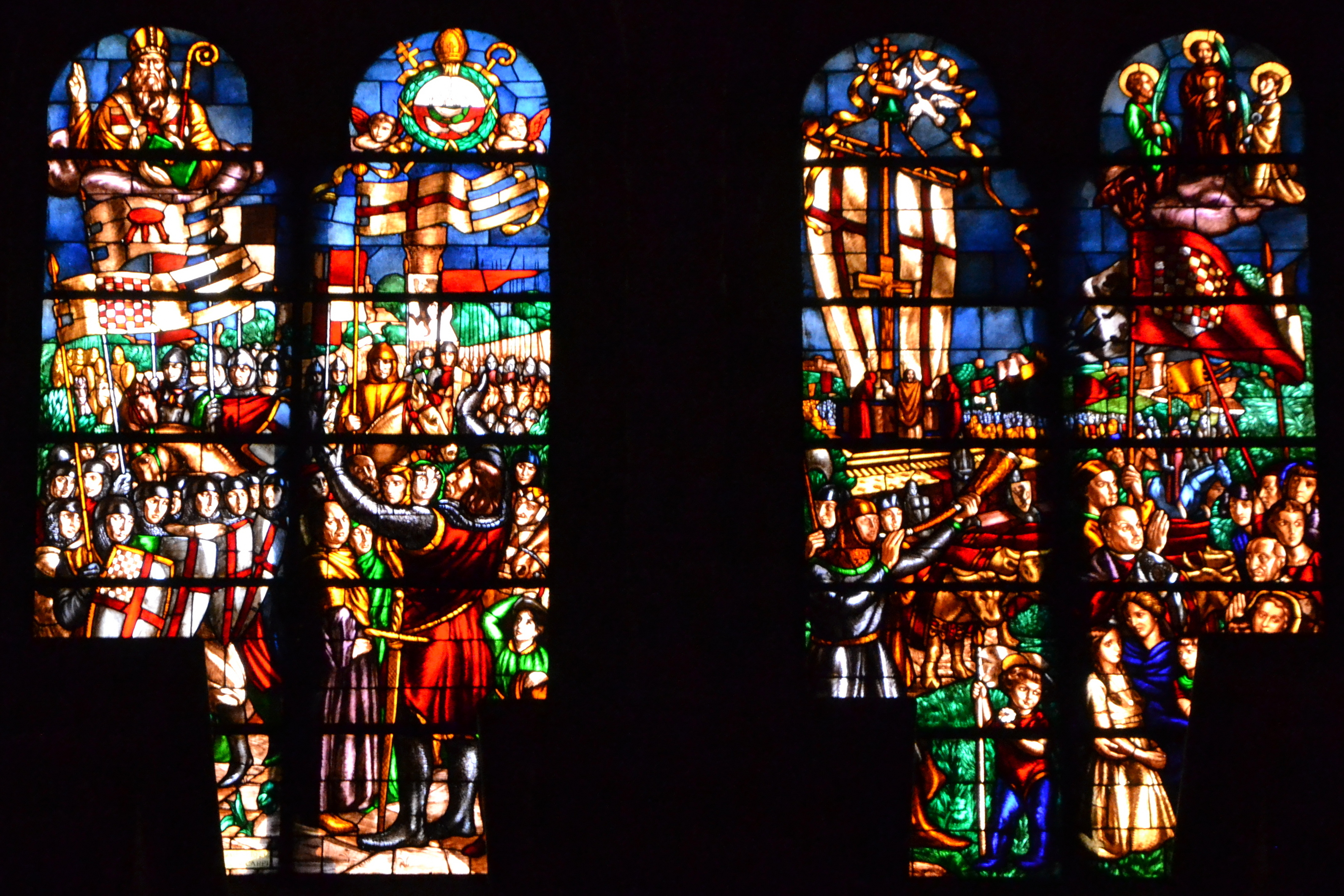
Glasfenster mit Storia del Carroccio
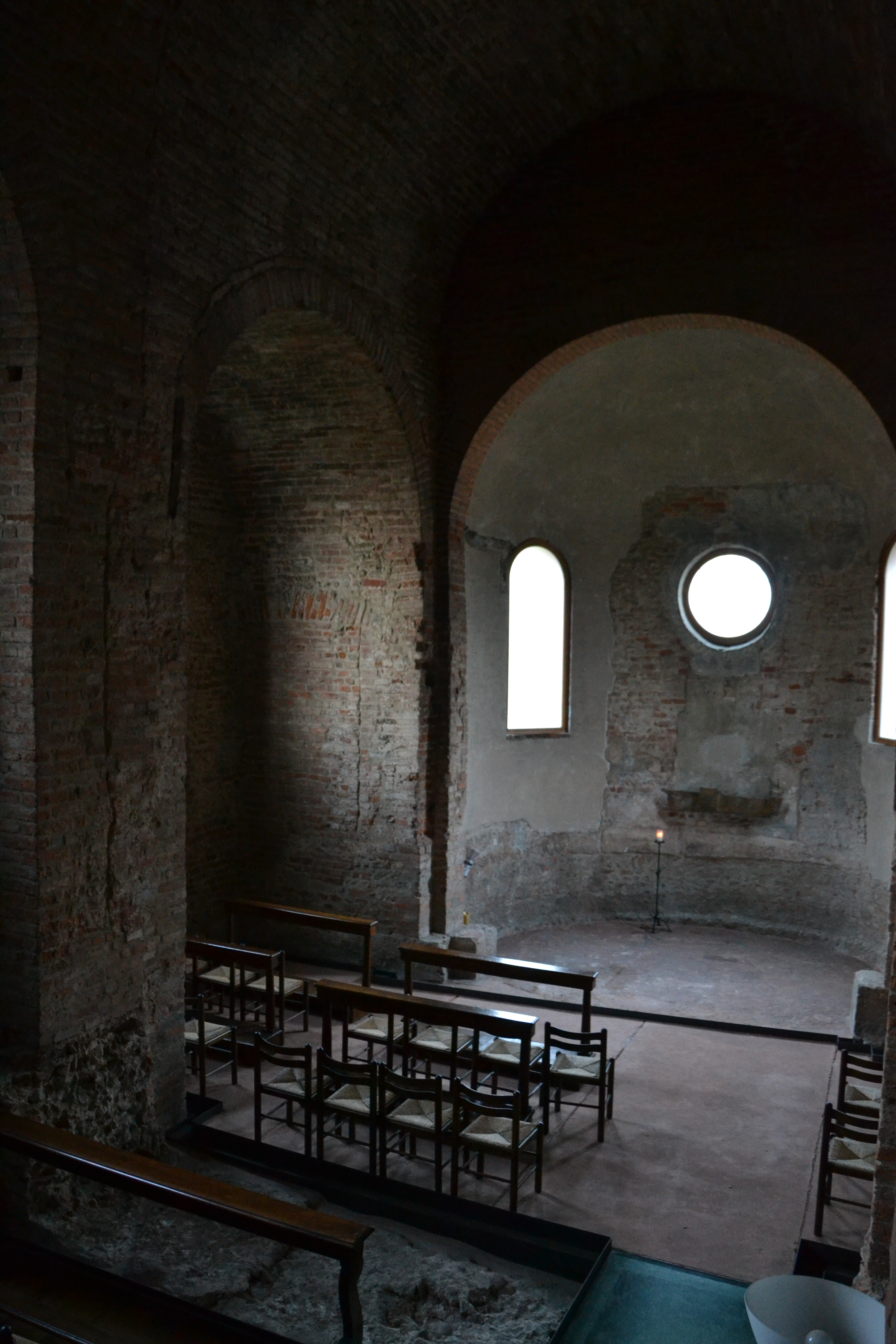
Sacello dei Martiri dell’Anaunia
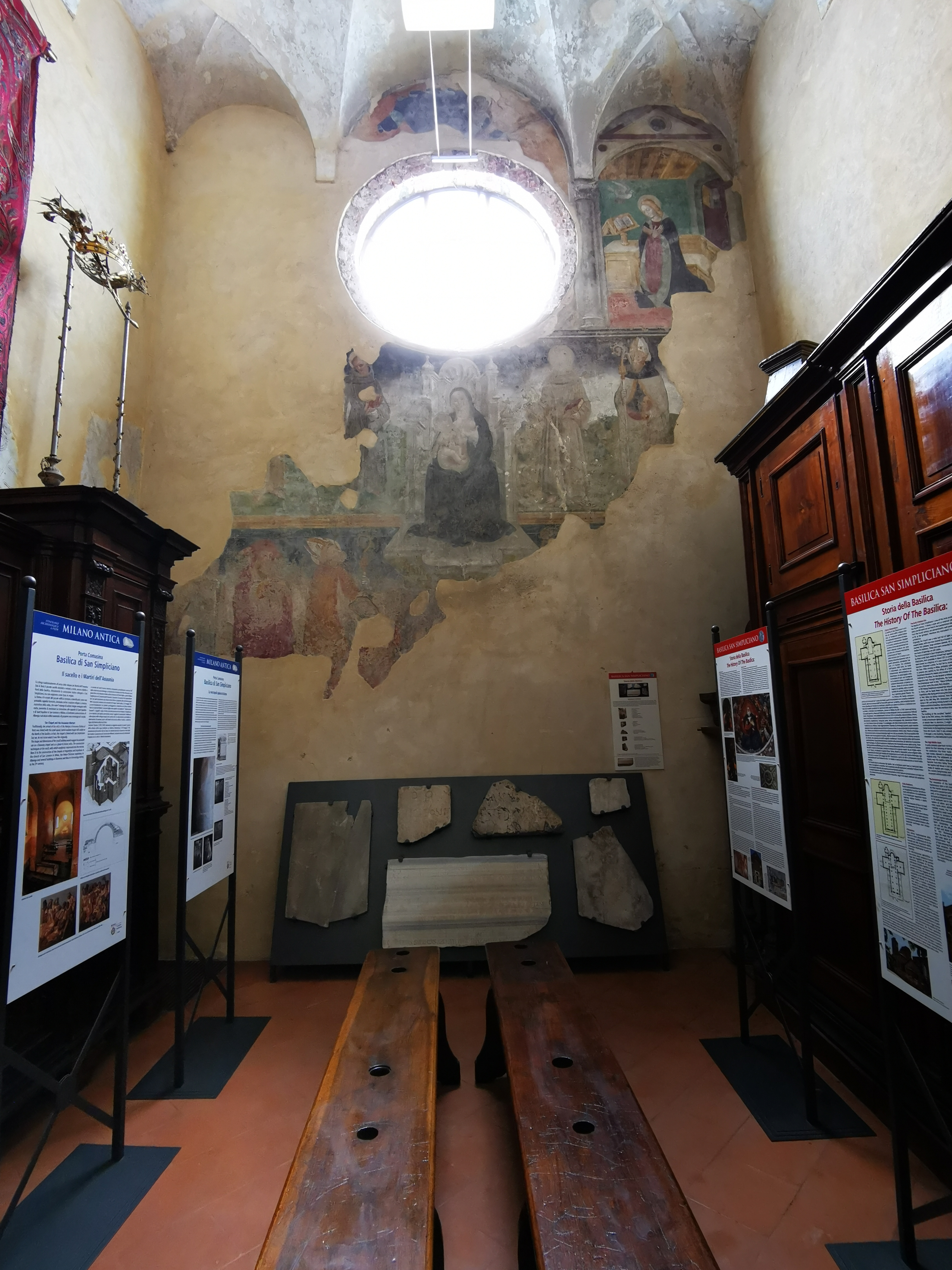
Überreste eines Freskos
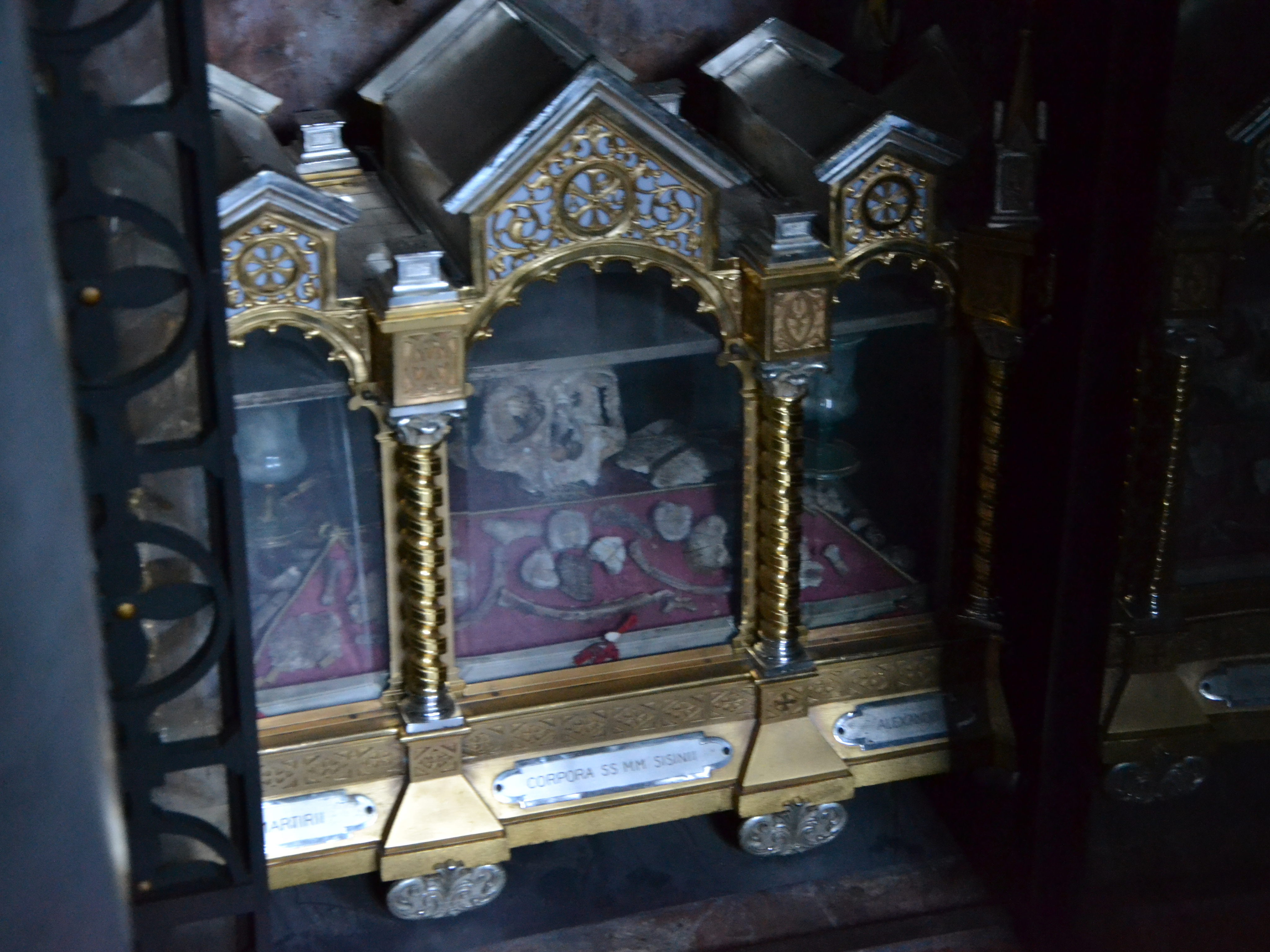
Reliquien der Heiligen Sisinnio, Martirio e Alessandro

## Tonträger (Auswahl)
- Lorenzo Ghielmi – Nikolaus Bruhns: Complete Organ Works – L’Organo Della Basilica Di San Simpliciano, Label: Winter & Winter – 910 070-2